# Bill Johnston
William Marquitz »Little Bill« Johnston, ameriški tenisač, * 2. november 1894, San Francisco, ZDA, † 1. maj 1946, San Francisco.
William Johnston je dvakrat osvojil Nacionalno prvenstvo ZDA v posamični konkurenci, v letih 1915 in 1919, še šestkrat je zaigral v finalu. Sedemkrat se je v finalu pomeril z Billom Tildenom in ga le enkrat premagal. Leta 1923 je osvojil še Prvenstvo Anglije. V konkurenci moških dvojic je trikrat osvojil Nacionalno prvenstvo ZDA, v letih 1915, 1916 in 1920, v konkurenci mešanih dvojic pa leta 1921. V letih 1920, 1921, 1922, 1923, 1924, 1925 in 1926 je bil član zmagovite ameriške reprezentance v tekmovanju International Lawn Tennis Challenge. Leta 1958 je bil sprejet v Mednarodni teniški hram slavnih.

## Finali Grand Slamov

### Posamično (9)

#### Zmage (3)
| Leto | Turnir                       | Nasprotnik v finalu | Rezultat finala     |
| 1915 | Nacionalno prvenstvo ZDA     | Maurice McLoughlin  | 1–6, 6–0, 7–5, 10–8 |
| 1919 | Nacionalno prvenstvo ZDA (2) | Bill Tilden         | 6–4, 6–4, 6–3       |
| 1923 | Prvenstvo Anglije            | Frank Hunter        | 6–0, 6–3, 6–1       |

#### Porazi (6)
| Leto | Turnir                       | Nasprotnik v finalu | Rezultat finala          |
| 1916 | Nacionalno prvenstvo ZDA     | R. Norris Williams  | 6–4, 4–6, 6–0, 2–6, 4–6  |
| 1920 | Nacionalno prvenstvo ZDA (2) | Bill Tilden         | 1–6, 6–1, 5–7, 7–5, 3–6  |
| 1922 | Nacionalno prvenstvo ZDA (3) | Bill Tilden         | 6–4, 6–3, 2–6, 3–6, 4–6  |
| 1923 | Nacionalno prvenstvo ZDA (4) | Bill Tilden         | 4–6, 1–6, 4–6            |
| 1924 | Nacionalno prvenstvo ZDA (5) | Bill Tilden         | 1–6, 7–9, 2–6            |
| 1925 | Nacionalno prvenstvo ZDA (6) | Bill Tilden         | 6–4, 9–11, 3–6, 6–4, 3–6 |

### Moške dvojice (3)

#### Zmage (3)
| Leto | Turnir                       | Partner          | Nasprotnika v finalu              | Rezultat finala         |
| 1915 | Nacionalno prvenstvo ZDA     | Clarence Griffin | Maurice E. McLoughlin Tom Bundy   | 2–6, 6–3, 6–4, 3–6, 6–3 |
| 1916 | Nacionalno prvenstvo ZDA (2) | Clarence Griffin | Maurice E. McLoughlin Ward Dawson | 6–4, 6–3, 5–7, 6–3      |
| 1920 | Nacionalno prvenstvo ZDA (3) | Clarence Griffin | Roland Roberts Willis E. Davis    | 6–2, 6–2, 6–3           |

### Mešane dvojice (1)

#### Zmage (1)
| Leto | Turnir                   | Partner     | Nasprotnika v finalu                | Rezultat finala |
| 1921 | Nacionalno prvenstvo ZDA | Mary Browne | Molla Bjurstedt Mallory Bill Tilden | 3–6, 6–4, 6–3   |